# Condado de Labajos
El condado de Labajos fue un título nobiliario español que fue concedido por Francisco Franco el 18 de julio de 1949, a título póstumo, a favor de Onésimo Redondo Ortega, fundador de las Juntas Castellanas de Actuación Hispánica, dirigente nacionalsindicalista, uno de los fundadores de las Juntas de Ofensiva Nacional-Sindicalista (JONS), capitán de la Falange de Castilla y León, muerto en una emboscada en la localidad segoviana de Labajos al iniciarse la guerra civil española. 
El condado fue suprimido el 21 de octubre de 2022 tras la entrada en vigor de la Ley de Memoria Democrática.

## Denominación
La denominación de la dignidad nobiliaria refiere al lugar del asesinato de la persona a la que se le otorgó, a título póstumo, dicha merced nobiliaria, Labajos, en la provincia de Segovia.

## Carta de otorgamiento
El condado de Labajos se concedió mediante el siguiente Decreto: 

«La fecha del dieciocho de julio, siempre presente en la memoria y en la conciencia de los españoles, nos impone de manera ineludible el deber de reavivar el recuerdo de los que, por los actos y servicios prestados en la Cruzada, se hicieron acreedores a que la gratitud de la Nación se exteriorice, otorgándoles honores adecuados a sus merecimientos. 

Obedientes a ese mandato histórico y siguiendo la trayectoria ya iniciada de espigar entre tantas figuras señeras, dignas de aquella gratitud, señalamos ahora los nombres de: 
Onésimo Redondo Ortega, Capitán de la Falange de Castilla, muerto traidoramente, cuando al frente de ella marchaba, a combatir al Alto de los Leones.
(...)
En mérito de estas consideraciones y de acuerdo con el Consejo de Ministros, DISPONGO: 
Artículo primero.—Se hace merced de los siguientes Títulos del Reino: 
Conde de Labajos, a don Onésimo Redondo Ortega.
(...)
Así lo dispongo por el presente Decreto, dado en Madrid a dieciocho de julio de mil novecientos cuarenta y nueve.
FRANCISCO FRANCO»
Decreto de 18 de julio de 1949

## Condes de Labajos
| Orden                         | Titular                                          | Periodo                       |
| Creación por Francisco Franco | Creación por Francisco Franco                    | Creación por Francisco Franco |
| ----------------------------- | ------------------------------------------------ | ----------------------------- |
| I                             | Onésimo Redondo y Ortega                         | 1949 (título póstumo)         |
| II                            | María de las Mercedes Sanz-Bachiller e Izquierdo | 1949-2007                     |
| III                           | María de las Mercedes Redondo y Sanz-Bachiller   | 2007-2022                     |

## Historia de los condes de Labajos
- Onésimo Redondo y Ortega, I conde de Labajos.

Casó con María de las Mercedes Sanz-Bachiller Izquierdo. Le sucedió su hija:
- María de las Mercedes Redondo y Sanz-Bachiller, III condesa de Labajos.

Casó con Pedro Temboury de la Muela, IX conde de las Infantas.